# Actinodendron glomeratum
Actinodendron glomeratum is een zeeanemonensoort uit de familie Actinodendronidae.
Actinodendron glomeratum is voor het eerst wetenschappelijk beschreven door Haddon in 1898.